# Juan de Córdova
Juan de Córdova (Cordoue, 1503 - San Jerónimo Tlacochahuaya dans l'État d'Oaxaca, 1595) est un prêtre dominicain espagnol missionnaire en Nouvelle-Espagne.  

## Biographie

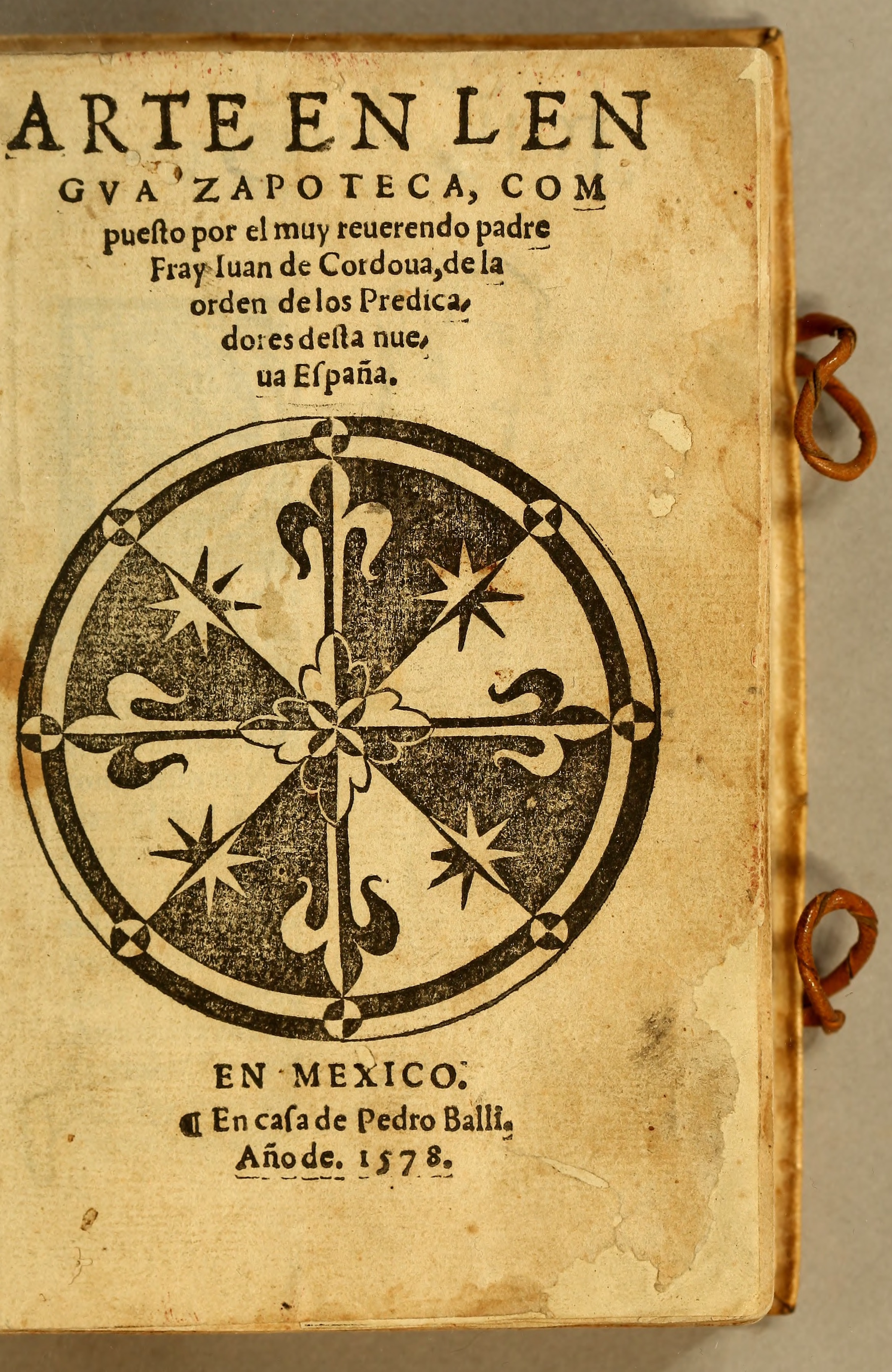
étude de la langue zapotèque, 1578

Né à Cordoue en Espagne dans une famille de haute noblesse, il commence par faire carrière dans l'armée. Il est en poste dans les Flandres alors espagnoles lorsqu'il est choisi pour accompagner en 1540 l'explorateur et conquistador Francisco Vázquez de Coronado en route pour le Nouveau Monde. En 1543 cependant il abandonne la carrière militaire et rejoint l'ordre dominicain. Sa formation dominicaine de base achevée il est envoyé à Oaxaca en 1548 pour y évangéliser les indiens. A cette occasion il se familiarise avec la langue zapotèque, une langue dont il finira par en devenir un expert. Au départ apprécié pour ses qualités de meneur d'hommes et d'organisateur il est nommé provincial des dominicains du Mexique en 1568. Son style de gestion jugé trop sévère et militaire fait qu'au bout de deux années seulement il n'est pas renouvelé comme provincial. Il se retire alors au couvent de la ville de San Jerónimo Tlacochahuaya où il passa le reste de sa vie à étudier et à publier sur la civilisation zapotèque. 

## Ses œuvres
Juan de Córdova est l'auteur de deux livres majeurs sur la langue et la culture zapotèque. Le premier est un dictionnaire espagnol-zapotèque Vocabulario castellano-zapotec et le second une étude de la langue zapotèque intitulé El arte del idioma zapotec. Ses écrits constituent une véritable mine d'informations sur la langue, les coutumes et la cosmologie des indiens